# ルパンの冒険
『ルパンの冒険』（ルパンのぼうけん、Une aventure d'Arsène Lupin）は、モーリス・ルブランのアルセーヌ・ルパンシリーズの一篇。1909年発表。戯曲、及び戯曲の小説化（ノベライズ）作品。
原作の戯曲は、劇作家フランシス・ド・クロワッセとの共著。小説の大人気を受けた、当時のメディアミックス作品と言える。ノベライズ作品の方はルブランとは別人（エドガー・アルフレッド・ジェプソン）の手により英文で発表されたものでルブラン自身は執筆していない。戯曲は1908年10月末のアテネ座での初舞台以降、フランスで大ヒットし、第一次大戦を挟み、長きに渡って繰り返し上演され続けた。脚本の一般頒布は1909年春、ソシエテ・ジェネラル・デディシヨン・イリュストレ社からなされた。また、イギリスでも上演されイギリスでの上演がきっかけでノベライズ版が執筆された。
邦題は「ソニア宝冠」「ルパンの冒険」などとされるが、原題をそのまま訳すと単に「アルセーヌ・ルパン」となる。
ランバール王女の宝冠をめぐる、ゲルシャール警部、シャルムラース公爵とアルセーヌ・ルパンの対決。全四幕。

## 登場人物
ゲルシャール警部
ゲルシャール警部は、ルパンシリーズの名脇役、ガニマール警部と同一人物と見ていい。舞台化するにあたって、新フランス評論出版社編集長ガストン・ガリマールの父で他の劇場（ヴァリエテ座）のオーナーであったポール・ガリマールに配慮し、名前を変える事になった。「ゲルシャール」の名は、当時アナキスト取り締りを行なっていたことで著名だった警察捜査官のグザヴィエ・ギシャールからとったものである。
後に同シリーズ『ルパンの告白』中の一編「白鳥の首のエディス」で、ガニマール警部がこの事件を「自分が手がけた事件」と言っている。
ソニア・クリスチノフ
（ソーニャ・クリシノフ Sonia Krichnoff。キリル文字ではСоня Кришновか。女性であるため、厳密に言えば父称はクリシノヴァ[Соня Кришнова]が適切であろう。なお『アルセーヌ・ルパンの帰還』ではKritchnoffと綴られている。この場合はキリル文字表記はКричновとなり、「クリスチノフ」とはならない。なお、モーリス・ルブランの妹ジョルジェットは、『回想録』で、Sonia K.というロシア女性について言及している。）
今作のヒロインである薄幸のロシア少女。今作のラストにおいてルパンと結ばれるが、次作の『奇巌城』において、その後無残な死を遂げた事が語られる。
ソニアは『ルパンの告白』中の一編「白鳥の首のエディス」において再登場する。
ビクトワール
ルパンを語る上で欠かせない、ルパンの乳母。今作で初登場し、この後もルパンシリーズに何度も登場する。

## 主な翻訳
戯曲版
- 『戯曲アルセーヌ・ルパン』小高美保訳、2006年11月30日刊行、論創社、ISBN 4846007413

小説版　
- 『アルセーヌ・ルパン全集 7 真紅の肩掛 ソニアの宝冠』保篠龍緒訳、1953年、日本出版協同
- 『ルパン全集 24 ソニアの宝冠 ルパンの告白4』保篠龍緒訳、1956年、鱒書房
- 『アルセーヌ・リュパン全集 9 緑の目の令嬢 リュパンの冒険』池田宣政訳(南洋一郎の別名義)、1960年、東京創元社
- 『怪盗ルパン全集 14 消えた宝冠』南洋一郎訳、1961年、ポプラ社
- 『アルセーヌ・リュパン・シリーズ リュパンの冒険』南洋一郎訳、1965年10月、東京創元社・創元推理文庫、ISBN 978-4-488-10718-5
- 『ルパンの冒険』長島良三訳、1979年、角川文庫
- 『ルパンの冒険 アルセーヌ=ルパン全集3』長島良三訳、1982年、偕成社（同社の児童向文庫「偕成社文庫」にも収録）
- 『怪盗ルパン 王女の宝冠』久米みのる訳・解説、2000年11月21日刊行、講談社・青い鳥文庫、ISBN 978-4-06-148543-3

漫画版
- 『怪盗ルパン伝　アバンチュリエ　公妃の宝冠』森田崇作 ISBN 978-4864683395

　本作では、ゲルシャールがガニマールに「戻されて」いる。　